# Liste der denkmalgeschützten Objekte in Buštěhrad
Grundlage dieser Liste der denkmalgeschützten Objekte in Buštěhrad ist die ÚSKP-Liste (Ústřední seznam kulturních památek České republiky, deutsch Zentrale Liste der Kulturdenkmäler der Tschechischen Republik), die von der tschechischen Denkmalschutzbehörde NPÚ (Národní památkový ústav, deutsch Nationale Denkmalbehörde) seit 1987 geführt wird und an die seit dem Jahr 1850 geschaffenen Listen anschließt.

## Denkmalgeschützte Objekte nach Ortsteilen

### Buštěhrad
| Lage | Objekt                               | Beschreibung | ÚSKP-Nr.                  | Bild           |
| --- | ------------------------------------ | --- | ------------------------- | -------------- |
| Buštěhrad, gegenüber dem Friedhof an der Landstraße nach Lidice, bei der Kreuzung Kladenské und Lidické, parc. 233 (Standort) | St.-Anna-Nischenkapelle              | Nischenkapelle St. Anna. Kleine klassizistische Nischenkapelle, erbaut um 1800. Die rechteckige Nischenkapelle endet mit einem abgestuften Gesims mit einer segmentierten Front, die von einem massiven abgestuften Gesims eingerahmt wird. Die rechteckige Nische geht über in eine halbkreisförmig gekrümmte Aussparung mit konkaven und versetzten Vertiefungen. Die Nische wird von Pilastern eingerahmt. Auf dem Dach der Kapelle befindet sich ein einfaches Kreuz. Am Kreuz befanden sich ursprünglich Steinkugeln, von denen jedoch nur noch die Sockel vorhanden sind. | 24765/2-468 Info Katalog  | weitere Bilder |
| Buštěhrad, Kreuzung ul. Kladenská und Revoluční, parc. 275 (Standort)                                                         | Säule mit Marienrelief               | Aus dem Hochbarock stammt eine Sandsteinsäule mit einer reichhaltigen Reliefplatte, auf der die Jungfrau Maria von Staroboleslavská abgebildet ist, die von einem Engelspaar getragen wird. Der Sockel wird mit dem Emblem von Anna Marie Francis Tuscany als Herzogin Sachsen-Lauenburg verziert. | 19892/2-469 Info Katalog  | weitere Bilder |
| Buštěhrad, Revoluční 1/4, 900 (Standort)                                                                                      | Schloss Buštěhrad                    | Das Zentrum des Komplexes (Schloss, Kirche und Park sind von Stadtmauern begrenzt) ist ein monumentales zweistöckiges Adelshaus, das 1747–1753 von Kilian Ignaz Dientzenhofer und Anselmo Lurago auf älteren Fundamenten erbaut wurde. Am Rande des Abhangs befindet sich eine ausgedehnte dreiflügelige Burg. Der Hauptnordflügel ist auf den Dorfplatz des historischen Dorfes ausgerichtet, der sich im Tal unterhalb des Hanges befindet. Der westliche lange Flügel steht entlang der Straße Revoluční. Das südliche Ende dieses Flügels ist die Pfarrkirche zur Erhebung des Heiligen Kreuzes, die ursprüngliche Schlosskapelle. Der Zugang zum Gelände erfolgt über das Säulentor an der Ecke der Kirche in der südwestlichen Ecke des Geländes. Im Süden und Osten des Schlosses befand sich ursprünglich ein Hof, von dem nur ein Torso erhalten geblieben ist (östlich des Schlosses). Die Grenzmauer umgeben die südliche Grenze des Gebiets. Auf der Ostseite wird das Gebiet auch von einer Mauer begrenzt, die gegenüber dem kurzen Flügel des Schlosses von einem Säulentor zum ehemaligen Hof durchbrochen wird. Der steile Hang nördlich des Schlosses war ursprünglich als Park angelegt. Seine Fläche ist größtenteils durch eine Mauer begrenzt, nur an der Südwestseite ist der Park von einem Maschendrahtzaun begrenzt. An diesen Orten gibt es ein jüngeres Säulentor und ein kleines Backsteingebäude. Auf der Südostseite, am Rande des Hangs, wird die Grenze des Komplexes durch den langen Wirtschaftstrakt des ehemaligen Innenhofs gebildet, der in etwa dem Haupttrakt des Schlosses entspricht. Im Park befinden sich Überreste moderner Zweckbauten (Open-Air-Kino). Weder der Hof noch die Wirtschaftsgebäude sind geschützt. | 46728/2-467 Info Katalog  | weitere Bilder |
| Buštěhrad, Starý hrad 11/2, 13/13, Hradní 25/6 (Standort)                                                                     | Burg Buštěhrad                       | Ruinen der Burg teilweise von jüngeren Gebäuden aufgenommen. Die Überreste eines umfangreichen Fragments. Geschützte spätgotische Burg, die während des Dreißigjährigen Krieges geplündert wurde. An seiner Stelle wurden Familienhäuser gebaut, deren Fundamente und Mauerwerk noch heute zur Burganlage gehören; Außen- und Innenbefestigung, zwei Burgenpaläste, Kapelle. | 40023/2-466 Info Katalog  | weitere Bilder |
| Buštěhrad, Palackého, parc. 1675 (Standort)                                                                                   | Pranger                              | Prismatischer Sandsteinpranger aus dem Jahr 1752, im Freigelände vor dem Gemeindeamt. Im oberen Teil der Fassade sind zwei Löcher gebohrt, darunter ist eine unleserliche Inschrift eingraviert. Im unteren Teil befindet sich eine Kartusche mit abgeschnittenen Ecken und Gravierungen. Einige Löcher befinden sich auf der rechten Gebiet des Prangers (auf einer niedrigeren Ebene als auf der Vorderseite). | 38069/2-471 Info Katalog  | weitere Bilder |
| Buštěhrad, Náměstí, parc. 1673, 164, 1675 (Standort)                                                                          | Kapelle der Heiligen Maria Magdalena | Kapelle St. Maria Magdalena: Ab 1848 wird der Raum durch eine frühbarocke Säule mit einer Statue der Jungfrau Maria und Terrassen mit einheitlich angeordneten miteinander verbundenen Treppen ergänzt. Auf der Südseite des ursprünglichen Dorfplatzes, auf der erhöhten Terrasse am Fuße des Burghügels. | 40157/2-4003 Info Katalog | weitere Bilder |
| Buštěhrad, Náměstí (Standort)                                                                                                 | Säule mit Statue der Jungfrau Maria  | Die Mariensäule befindet sich neben der Magdalenkapelle auf der Südseite des ursprünglichen Dorfplatzes auf einer erhöhten Terrasse am Fuße des Schlosshügels. | 40157/2-4003 Info Katalog | weitere Bilder |
| Buštěhrad, Náměstí 111/3 (Standort)                                                                                           | Verwaltungsgebäude der Brauerei      | Brauerei, davon nur Bürogebäude. Ein klassizistisches Haus mit einem einzigartigen Fachwerk aus dem letzten Drittel des 19. Jahrhunderts. Das zweigeschossige Gebäude in prominenter Ecklage hat eine längere Fassade zum Dorfplatz. Haus aus Stein, mit einem Mansardendach mit Blech verkleidet, gebaut auf einem rechteckigen Grundriss. | 102807 Info Katalog       | weitere Bilder |